# Robert Byrne
Pour les articles homonymes, voir Byrne.
Robert Eugene Byrne (né le 20 avril 1928 à New York et mort le 12 avril 2013  à Ossining dans l'État de New York,) est un grand maître américain du jeu d'échecs et l'auteur de livres d'échecs. Il a remporté le championnat des États-Unis en 1972 et a été candidat au championnat du monde en 1974. Byrne a représenté les États-Unis à neuf reprises aux Olympiades d'échecs entre 1952 et 1976 et a remporté sept médailles. Il a disposé d'une rubrique dans le New York Times de 1972 à 2006.

## Biographie
Byrne et son frère Donald ont grandi à New York et ont fait partie des Collins Kids, des jeunes joueurs au talent prometteur qui ont bénéficié du mécénat de John W. Collins (en). Les deux frères sont devenus professeurs d'université et ont fait partie des meilleurs joueurs de leur pays. Ils ont fait partie de la génération de jeunes maîtres américains avec Larry Evans, Arthur Bisguier et George Kramer.
La première participation de Robert Byrne à une compétition de haut niveau est celle de Ventnor City en 1945, où il obtient 4/9 et se classe 8e. Il se classe 1er ex æquo de la section Premier Reserves du championnat des États-Unis à Pittsburgh en 1946. Ses études limitent ses participations en tournoi dans les années qui suivent. Il a représenté les États-Unis lors du match radio de 1950 contre la Yougoslavie. Au mémorial Maurice Wertheim (en) à New York en 1951, Byrne marque 6/11 et une 6e-7e place. Ce tournoi était un championnat entre 6 des 36 meilleurs grands maîtres du monde, il a été remporté par Samuel Reshevsky.
Byrne est devenu maître international à la suite de ses résultats à l'Olympiade d'échecs de 1952 à Helsinki (médaille de bronze au 3e échiquier). La même année, il est diplômé de l'université Yale. Il devient ensuite professeur de philosophie à l'université d'Indiana et sa carrière académique lui laisse peu de temps pour les échecs. Il a encore représenté son pays dans les matchs par équipe contre l'URSS à New York en 1954 (il perd 1,5-2,5 contre Alexandre Kotov) et à Moscou en 1955 (il perd 0,5-3,5 contre Paul Keres).

## Grand maître
Byrne partage la 4e place au championnat Open des États-Unis 1957 à Cleveland avec 9/12, à un point des gagnants, Bobby Fischer et Arthur Bisguier. Byrne n'a pas participé à un championnat avant l'âge de 30 ans en 1958, où il se classe 9e avec 4/11, le vainqueur étant Bobby Fischer. Il réalise une meilleure performance l'année suivante avec une 2e place et 8/11 devant Reshevsky et Pal Benko, ce championnat étant à nouveau remporté par Fischer.
En 1960, il s'investit plus dans le jeu, remportant l'Open des États-Unis à Saint-Louis et décrochant la médaille de bronze au 3e échiquier à l'Olympiade de Leipzig. Son résultat médiocre au championnat des États-Unis 1960-1961 avec 4,5/11 est contrebalancé par une 2e-5e place à Mar del Plata 1961 avec 11,5/15, derrière Miguel Najdorf. Toujours en Amérique du Sud, il domine un fort tournoi à Sante Fe en Argentine avec 6,5/7 devant Miroslav Filip, Aleksandar Matanović et Héctor Rossetto. Au championnat des États-Unis 1961-1962, il est 2e-3e avec 7/11, à un demi-point de Larry Evans. Il se classe 6e dans l'édition 1962-1963, remportée par Fischer, et à nouveau 6e en 1963-1964 avec 5,5/11, remporté par Fischer avec un score parfait (11/11) : Byrne est battu par une attaque mémorable de Fischer.
En 1964, la 3e place de Byrne à Buenos Aires (derrière Paul Keres et le champion du monde Tigran Petrossian) avec 11,5/17 lui permet d'obtenir le titre de grand maître international. Byrne partage la 2e-3e place au championnat des États-Unis 1965-1966 avec 7,5/11, Fischer remporte à nouveau ce championnat mais Byrne gagne la partie qui les oppose. Il partage la première place à l'US Open en 1966 avec Pal Benko à Seattle. Il marque 4,5/11 pour une 8e place partagée au championnat 1966-1967, avec toujours Fischer en tête. Byrne se qualifie pour son premier tournoi interzonal qui a lieu à Sousse en 1967 mais ne marque de 7,5/22 et ne se qualifie pas.

## Champion des États-Unis et Candidat
Vers la fin des années 1960, Byrne joue aux échecs de façon semi-professionnelle. Il gagne l'édition 1972 du championnat des États-Unis, terminant ex æquo avec Samuel Reshevsky et Lubomir Kavalek mais remporte le tournoi de départage pour le titre à Chicago. Il obtient un résultat remarquable au tournoi interzonal de Leningrad en 1973, avec 12,5/17, ce qui fait de lui le seul Américain (avec Samuel Reshevsky, Bobby Fischer et Pal Benko) à se qualifier pour les matchs des candidats. Byrne est éliminé par l'ancien champion du monde Boris Spassky à San Juan (Porto Rico) 1,5-4,5 en 1974.
En tant que candidat du cycle précédent, Byrne est qualifié automatiquement pour l'interzonal de Bienne en 1976, mais manque la place qualificative d'un demi-point, finissant 5-6e avec 11,5/17.

## Résultats aux olympiades
Byrne a participé à neuf éditions des olympiades d'échecs avec un score total de +51 =53 -12, soit 66,8 % et il a remporté sept médailles individuelles et par équipe.
- Olympiade d'Helsinki, 3e échiquier, 10,5/15, (+8 =5 -2), médaille de bronze à l'échiquier,
- Olympiade de Leipzig 1960, 3e échiquier, 12/15 (+9 =6 -0), argent à l'échiquier et pour l'équipe,
- Olympiade de Varna 1962, 4e échiquier, 8,5/13 (+7 =3 -3),
- Olympiade de La Havane 1966, 2e échiquier, 6,5/13 (+3 =7 -3), argent pour l'équipe,
- Olympiade de Lugano 1968, 4e échiquier, 7,5/12 (+4 =7 -1),
- Olympiade de Skopje 1972, 2e échiquier, 9,5/14 (+6 =7 -1),
- Olympiade de Nice 1974, 2e échiquier, 12/16 (+8 =8 -0), bronze pour l'équipe,
- Olympiade de Haïfa 1976, 1er échiquier, 7/10 (+5 =4 -1), or pour l'équipe,
- Olympiade de Buenos Aires 1978, 4e échiquier, 4/8 (+1 =6 -1), bronze pour l'équipe.

## Reste de la carrière
Il est devenu moins actif en tournoi à partir du moment où il est devenu rédacteur pour The New York Times, en 1972. Il remporte néanmoins des tournois à Torremolinos (tournoi Costa del Sol) en 1976 (il finit deuxième en 1977), Harare en 1983 et Lagos en 1993. Il est aussi un contributeur du magazine Chess Life, la publication officielle de la fédération américaine (USCF). Il a été le président du comité USCF pour les maîtres et a été l'un des vice-présidents de la fédération. Byrne a été consacré au US Chess Hall of Fame en 1994.
Byrne a continué d'améliorer ses résultats dans les compétitions majeures tout au long de sa carrière, à l'Open des États-Unis, au championnat des États-Unis, aux Olympiades et aux interzonaux.
Byrne a joué en compétition jusqu'à l'âge de 74 ans, en 2002, avec en moyenne quelques compétitions annuelles d'envergure après 60 ans. Il a mis fin à sa carrière de rédacteur à l'âge de 78 ans, en 2006.

## Contributions à la théorie des ouvertures
Robert Byrne a contribué à la théorie de plusieurs systèmes d'ouverture. Il a été le premier à jouer 6.Fe3 contre la sicilienne Najdorf (1.e4 c5 2.Cf3 d6 3.d4 cxd4 4.Cxd4 Cf6 5.Cc3 a6 6.Fe3), ce système porte son nom et a été populaire au milieu des années 1980. Il a également développé la variante Byrne de la défense est-indienne dans la variante Sämisch, où les Noirs se développent rapidement sur l'aile dame. Il a utilisé la défense hollandaise avec succès alors que cette ouverture était rare à haut niveau.
Son répertoire d'ouverture était vaste tant avec les Blancs qu'avec des Noirs, et il optait aussi bien pour des débuts ouverts que des débuts fermés.

## Parties remarquables
- David Bronstein - Robert Byrne, Olympiade d'Helsinki 1952, 0-1
- Robert Byrne - Miroslav Filip, Mar del Plata 1961, 1-0
- Miguel Najdorf - Robert Byrne, Buenos Aires 1964, 0-1
- Bobby Fischer - Robert Byrne, ch des États-Unis, New York 1965-66, 0-1
- Robert Byrne - Leonid Stein, Sarajevo 1967, 1-0

## Livres
- Beginning Chess, 1972
- Both Sides of the Chessboard (1974), avec Iivo Neï, sur le championnat du monde 1972 ;
- New York Times Book of Great Chess Victories & Defeats (1990) (compilation des rubriques du Times)